# Fossarus compactus
Fossarus compactus är en snäckart som beskrevs av Dall 1889. Fossarus compactus ingår i släktet Fossarus och familjen Planaxidae. Inga underarter finns listade i Catalogue of Life.